# Nuclear Fuel Complex
Nuclear Fuel Complex (сокр. NFC, англ. Комплекс по производству ядерного топлива) — основная производственная площадка Департамента по атомной энергии Индии. Основан в 1971 году с целью поставки тепловыделяющих сборок ядерного топлива и компонентов активной зоны реакторов. Под одной крышей производятся природное и обогащённое урановое топливо, оболочки из циркониевого сплава и компоненты реакторного ядра.
Природный уран, добываемый на урановых рудниках в Джадугода (англ.) (район Восточный Сингхбхум в штате Джаркханд), преобразуется в компоненты ядерного топлива. Каждая 220-мегаваттная топливная сборка для тяжеловодного реактора содержит 15,2 кг природного оксида урана (UO2). Гранулы оксида урана, которые выделяют тепло в процессе деления, также генерируют продукты деления.
Комплекс поставляет тепловыделяющие урановые сборки в корпусах из циркониевого сплава и циркониевые структурные компоненты на 14 индийских работающих ядерных реакторов (PHWR, BWR и несколько исследовательских реакторов). Установка в Хайдарабаде имеет объём производства 250 тонн диоксида урана в год и предполагается увеличение производства до 650 тонн в год.
Продукция Комплекса поставляется Департаменту по атомной энергии, Индийскому военно-морскому флоту, компании Hindustan Aeronautics и другим оборонным организациям, а также химическим предприятиям, производителям удобрений и шарикоподшипников.
В 2013 году NFC планировал открыть две крупные площадки по производству ядерного топлива для ожидаемого скачка в выработке энергии ядерными реакторами.